# Guillaume Dietsch
Guillaume Laurent Dietsch (sinh ngày 17 tháng 4 năm 2001) là một cầu thủ bóng đá chuyên nghiệp người Pháp chơi ở vị trí thủ môn cho câu lạc bộ Dender EH tại Giải bóng đá vô địch quốc gia Bỉ.

## Thống kê sự nghiệp
Tính đến các trận đấu vào ngày 19 tháng 3 năm 2022
| Câu lạc bộ         | Mùa giải          | Giải đấu                 | Giải đấu | Giải đấu  | Cúp    | Cúp       | Khác   | Khác      | Tổng cộng | Tổng cộng |
| Câu lạc bộ         | Mùa giải          | Giải đấu                 | Ra sân   | Bàn thắng | Ra sân | Bàn thắng | Ra sân | Bàn thắng | Ra sân    | Bàn thắng |
| ------------------ | ----------------- | ------------------------ | -------- | --------- | ------ | --------- | ------ | --------- | --------- | --------- |
| Metz B             | 2017–18           | Championnat National 3   | 2        | 0         | —      | —         | —      | —         | 2         | 0         |
| Metz B             | 2019–20           | Championnat National 3   | 13       | 0         | —      | —         | —      | —         | 13        | 0         |
| Metz B             | Tổng cộng         | Tổng cộng                | 15       | 0         | —      | —         | —      | —         | 15        | 0         |
| Seraing (cho mượn) | 2020–21           | Belgian First Division B | 26       | 0         | 0      | 0         | 2      | 0         | 28        | 0         |
| Seraing (cho mượn) | 2021–22           | Belgian First Division A | 31       | 0         | 1      | 0         | 0      | 0         | 32        | 0         |
| Seraing (cho mượn) | Tổng cộng         | Tổng cộng                | 57       | 0         | 1      | 0         | 2      | 0         | 60        | 0         |
| Tổng cả sự nghiệp  | Tổng cả sự nghiệp | Tổng cả sự nghiệp        | 72       | 0         | 1      | 0         | 2      | 0         | 75        | 0         |

1. ↑  Thi đấu trong trận Play-off lên-xuống hạng Belgian First Division A.